# Церковь Казанской иконы Божией Матери (Зарайск)
Церковь Казанской иконы Божией Матери — приходской храм Коломенской епархии Русской православной церкви в городе Зарайске Московской области, построенный в 1879 году. Здание церкви является объектом культурного наследия и находится под охраной государства. В настоящее время храм восстановлен и действует, ведутся богослужения.

## История храма
В 1868 году по инициативе купцов-меценатов Почетных московских и зарайских граждан братья Пётр, Александр и Василий Бахрушины основали в городе Зарайске богадельню. Для нужд богоугодного заведения был построен целый комплекс зданий, куда вошли бесплатная больница, амбулатория, родильный дом, приют для престарелых и больных, начальное женское училище. В 1879 году в этот архитектурный комплекс, на месте старой деревянной, была вписана и построена каменная Казанская церковь. В причте состояли священник и псаломщик.
В 1920-х годах принято решение церковь закрыть, венчание сломать. Главы и колокольня храма утрачены. В сложные годы Советской власти было принято решение в зданиях Бахрушинской богадельни разместить центральную районную больницу. Помещение Казанской церкви также было задействовано, в нём разместились служба «скорой медицинской помощи» и приемный покой.
В 2002 году по инициативе местного населения здание храма было возвращено православной церкви. Проведены ремонтыне и восстановительные работы. В настоящее время в храме совершается полный круг богослужений, реставрационные работы продолжаются. Протоиерей Григорий Владимирович Решетов — настоятель храма и церковный приход ведёт миссионерскую деятельность, при храме организована и работает благотворительная столовая.